# 協栄信用組合
協栄信用組合（きょうえいしんようくみあい）は、新潟県燕市に本店を置く信用組合。燕市内のほか新潟市南部に4店、加茂市と田上町に各1店の合計14店を展開する。
ATMでは、しんくみ お得ねっと提携信用組合のカードによる出金は自組合扱いとなる。

## 沿革
- 1952年8月 燕信用組合として設立。
- 1964年10月 協栄信用組合に改称。